# Watichelus parallelus
Watichelus parallelus är en mångfotingart som beskrevs av Loomis 1949. Watichelus parallelus ingår i släktet Watichelus och familjen Atopetholidae. Inga underarter finns listade i Catalogue of Life.